# Еленор Паркер
Еленор Паркер или Елинор Џин Паркер (енгл. Eleanor Jean Parker) била је америчка глумица, рођена 26. јуна 1922. године у Сидарвилу, а преминула 9. децембра 2013. године у Палм Спрингсу. Појавила се у око 80 филмова и телевизијских серија. Била је способна да тумачи потпуно различите ликове због чега је добила надимак "жена са хиљаду лица". Тај надимак је касније послужио као наслов њене биографије. Њена најпознатија улога је улога баронесе Елзе Шредер у чувеном мјузиклу награђеном Оскаром "Моје песме, моји снови" (1965).
У 18-ој години, после завршетка средње школе, потписала је уговор са филмском кућом "Ворнер Брадерс". Дебитовала је у филму "Војници у белом" 1942. Три пута је била номинована за награду Америчке филмске академије у категорији најбоље главне глумице за улоге у филмовима "Затворена" (1950), "Детективска прича" (1951) и "Прекинута мелодија" (1955). Остварила је запажене улоге у филмовима "У људским оковима" (1946), "Никад не реци збогом (1946), "Скарамуш" (1952), "Нага џунгла" (1954), "Долина краљева" (1954), "Човек са златном руком" (1955), "Краљ и четири краљице" (1956), "Лизи" (1957), "Повратак у градић Пејтон" (1961).
Током своје каријере играла је са популарним глумцима Еролом Флином, Кирком Дагласом, Гленом Фордом, Стјуартом Гренџером, Чарлтоном Хестоном, Френком Синатром, Робертом Тејлором и Кларком Гејблом. Крајем 60-их година тумачи главну улогу у првој сезони серије "Брекенов свет" за коју је била номинована за награду Златни глобус. Паркерова је осамдесетих година играла гостујуће улоге у тада популарним ТВ серијама "Брод љубави", "Острво фантазије", "Хотел" и "Убиство, написала је". Последњи филм је снимила 1991. године.
Године 1960. добила је своју звезду на Холивудском булевару славних. Удавала се четири пута и добила четворо деце.

## Филмографија
| Улоге Еленор Паркер |              |                      |       |                   |
| Година              | Српски назив | Изворни назив        | Улога | Напомена          |
| 1941.               |              |                      |       | (избрисане сцене) |
| 1942.               |              |                      |       | (само глас)       |
| 1942.               |              |                      |       |                   |
| 1943.               |              |                      |       |                   |
| 1943.               |              |                      |       |                   |
| 1943.               |              |                      |       | (само глас)       |
| 1944.               |              |                      |       |                   |
| 1944.               |              |                      |       |                   |
| 1944.               |              |                      |       |                   |
| 1944.               |              |                      |       |                   |
| 1944.               |              |                      |       |                   |
| 1944.               |              |                      |       | (камео улога)     |
| 1945.               |              | Pride of the Marines |       |                   |
| 1946.               |              |                      |       |                   |
| 1946.               |              |                      |       |                   |
| 1947.               |              |                      |       |                   |
| 1947.               |              |                      |       | (камео)           |
| 1947.               |              |                      |       |                   |
| 1948.               |              |                      |       |                   |
| 1949.               |              |                      |       | (камео улога)     |
| 1950.               |              |                      |       |                   |
| 1950.               |              |                      |       |                   |
| 1950.               |              |                      |       |                   |
| 1951.               |              |                      |       |                   |
| 1951.               |              |                      |       |                   |
| 1951.               |              |                      |       |                   |
| 1952.               |              |                      |       |                   |
| 1952.               |              |                      |       |                   |
| 1953.               |              |                      |       |                   |
| 1954.               |              |                      |       |                   |
| 1954.               |              |                      |       |                   |
| 1955.               |              |                      |       |                   |
| 1955.               |              |                      |       |                   |
| 1955.               |              |                      |       |                   |
| 1956.               |              |                      |       |                   |
| 1957.               |              |                      |       |                   |
| 1957.               |              |                      |       |                   |
| 1959.               |              |                      |       |                   |
| 1960.               |              |                      |       |                   |
| 1961.               |              |                      |       |                   |
| 1962.               |              |                      |       |                   |
| 1964.               |              |                      |       |                   |
| 1965.               |              |                      |       |                   |
| 1966.               |              |                      |       |                   |
| 1966.               |              |                      |       |                   |
| 1967.               |              |                      |       |                   |
| 1967.               |              |                      |       |                   |
| 1969.               |              |                      |       |                   |
| 1969.               |              |                      |       |                   |
| 1979.               |              |                      |       |                   |